# Список ігор у теорії ігор
Теорія ігор вивчає стратегії взаємодії між особами в ситуаціях, які називаються іграми. Класам цих ігор надано назви. Тут наведено список найчастіше досліджуваних ігор.

## Пояснення властивостей
Ігри мають деякі властивості, частина з найвживаніших:
- Кількість гравців: кожна особа, що робить вибір у грі або отримує вигоду від цього вибору, є гравцем.
- Кількість стратегій на гравця: у грі кожен гравець вибирає з множини можливих дій, які відомі як чисті стратегії. Якщо це число однакове для всіх гравців, його наведено в таблиці.
- Кількість чистих стратегій рівноваги Неша: рівновага Неша — це множина стратегій, які відповідають змішаним оптимальним стратегіям інших стратегій. Іншими словами, якщо кожен гравець грає свою частину рівноваги Неша, ніхто з гравців не має стимулів односторонньо змінити свою стратегію. Якщо прийняти, що грають єдину стратегію без випадкового вибору (чисті стратегії), гра може мати будь-яке число рівноваг Неша.
- Послідовна гра: гра є послідовною, якщо один гравець робить свій хід після ходу іншого гравця. В іншому випадку гра є синхронною[en].
- Гра з повною інформацією: гра має повну інформацію, якщо гра є послідовною і кожен гравець знає стратегії, обрані гравцями до цього ходу.
- Стала сума: гра має сталу суму, якщо сума плат на кожного гравця однакова для всіх стратегій. У цих іграх один гравець виграє тільки якщо інший втрачає. Ігри з постійною сумою можна звести до ігор з нульовою сумою шляхом віднімання сталої величини з усіх плат, залишаючи відносні величини незмінними.

## Список ігор
| Гра                    | Гравців       | Стратегій на гравця | Число чистих стратегій рівноваги Неша | Послідовна | Повна інформація | З нульовою сумою |
| ---------------------- | ------------- | ------------------- | ------------------------------------- | ---------- | ---------------- | ---------------- |
| Битва статей           | 2             | 2                   | 2                                     | Ні         | Ні               | Ні               |
| Ігри Блотто            | 2             | змінне              | змінне                                | Ні         | Ні               | Так              |
| Задача про поділ торта | N, зазвичай 2 | нескінченне         | змінне                                | Так        | Так              | Так              |
| Стоніжка               | 2             | змінне              | 1                                     | Так        | Так              | Ні               |
| «Яструби і голуби»     | 2             | 2                   | 2                                     | Ні         | Ні               | Ні               |
| Координаційна гра      | N             | змінне              | >2                                    | Ні         | Ні               | Ні               |
| Олігополія Курно       | 2             | нескінченне         | 1                                     | Ні         | Ні               | Ні               |
| Тупик                  | 2             | 2                   | 1                                     | Ні         | Ні               | Ні               |
| Диктатор               | 2             | нескінченне         | 1                                     | N/A        | N/A              | Так              |
| Дилема обіду           | N             | 2                   | 1                                     | Ні         | Ні               | Ні               |
| Доларовий аукціон      | 2             | 2                   | 0                                     | Так        | Так              | Ні               |
| Бар El Farol           | N             | 2                   | змінне                                | Ні         | Ні               | Ні               |
| Гра без значення       | 2             | нескінченне         | 0                                     | Ні         | Ні               | Так              |
| Вгадати 2/3 середнього | N             | нескінченне         | 1                                     | Ні         | Ні               | Можливо          |
| Покер Куна             | 2             | 27 & 64             | 0                                     | Так        | Ні               | Так              |
| Підкидання монети      | 2             | 2                   | 0                                     | Ні         | Ні               | Так              |
| Задача про оборудку    | 2             | нескінченне         | нескінченне                           | Ні         | Ні               | Ні               |
| Гра у війну і мир      | N             | змінне              | >2                                    | Так        | Ні               | Ні               |
| Поділ здобичі          | N             | нескінченне         | нескінченне                           | Так        | Так              | Ні               |
| Дилема в'язня          | 2             | 2                   | 1                                     | Ні         | Ні               | Ні               |
| Суспільні блага        | N             | нескінченне         | 1                                     | Ні         | Ні               | Ні               |
| Камінь-ножиці-папір    | 2             | 3                   | 0                                     | Ні         | Ні               | Так              |
| Гра відбору            | N             | змінне              | змінне                                | Так        | Ні               | Ні               |
| Гра сигналізації       | N             | змінне              | змінне                                | Так        | Ні               | Ні               |
| Полювання на оленя     | 2             | 2                   | 2                                     | Ні         | Ні               | Ні               |
| Дилема мандрівника     | 2             | N >> 1              | 1                                     | Ні         | Ні               | Ні               |
| Дилема довіри          | 2             | нескінченне         | 1                                     | Так        | Так              | Ні               |
| Дилема добровольця     | N             | 2                   | 2                                     | Ні         | Ні               | Ні               |
| Війна на виснаження    | 2             | 2                   | 0                                     | Ні         | Ні               | Ні               |
| Ультиматум             | 2             | нескінченне         | нескінченне                           | Так        | Так              | Ні               |
| Принцеса і Чудовисько  | 2             | нескінченне         | 0                                     | Ні         | Ні               | Так              |